# Schule am Rathaus
Die Schule am Rathaus ist ein Schulgebäude im Berliner Ortsteil Berlin-Lichtenberg, das in der Nähe des Rathauses Lichtenberg steht. Es entstand im Jahr 1910 als Cecilien-Lyzeum (auch Cäcilienlyzeum), erhielt in den 1960er Jahren den Namen nach dem Widerstandskämpfer Hans Zoschke. Im Jahr 1999 vergab das Bezirksamt den heutigen Schulnamen nach der Lage des Gebäudes.

## Cecilien-Lyzeum
Die Gemeinde Lichtenberg im Landkreis Niederbarnim verfolgte zu Beginn des 20. Jahrhunderts das Ziel, den Status einer eigenen Stadt zu erlangen. Zu den notwendigen Voraussetzungen gehörten neben einem Rathaus, Gericht, Gefängnis, kommunalen Friedhof sowie den Stadtwerken für Gas, Wasser und Elektrizität auch ausreichende Unterrichtsmöglichkeiten im eigenen Einzugsbereich, darunter höhere Bildungsanstalten für Knaben und für Mädchen.
Der Gemeinderat beauftragte den ortsansässigen Architekten Wilhelm Grieme und seinen Stadtbaurat Johannes Uhlig mit Entwürfen für eine Höhere Töchterschule, im damaligen Sprachverständnis eine Höhere Mädchenschule oder ein Lyzeum. Das mehrgliedrige Gebäude wurde nach den vorgestellten Plänen errichtet und  1910 eingeweiht, es erhielt im Jahr 1912 den Namen Cäcilien-Lyzeum (auch Cecilienlyzeum) nach der damaligen preußischen Kronprinzessin Cecilie Auguste Marie Herzogin zu Mecklenburg, die sich sozial sehr engagierte.
Im Jahr 1938 wurde das Cecilien-Lyzeum mit der ebenfalls in Berlin-Lichtenberg, Prinz-Albert-Straße (heute Nöldnerstraße) Nr. 44, befindlichen öffentlichen Mädchenschule (seit 1907 Pestalozzi-Lyzeum) zusammengelegt.
Am Ende des Zweiten Weltkriegs waren Dach- und Fassadenteile zerstört, die dann in vereinfachten Formen wieder aufgebaut wurden. So konnte der Schulunterricht fortgesetzt werden.

## Hans-Zoschke-Oberschule
In den 1960er Jahren erhielt die Schule einen neuen Namen nach Hans Zoschke, auf dem Schulhof wurde eine Zoschke-Büste aufgestellt. Das Lyzeum wurde zur allgemeinbildenden polytechnischen Oberschule.

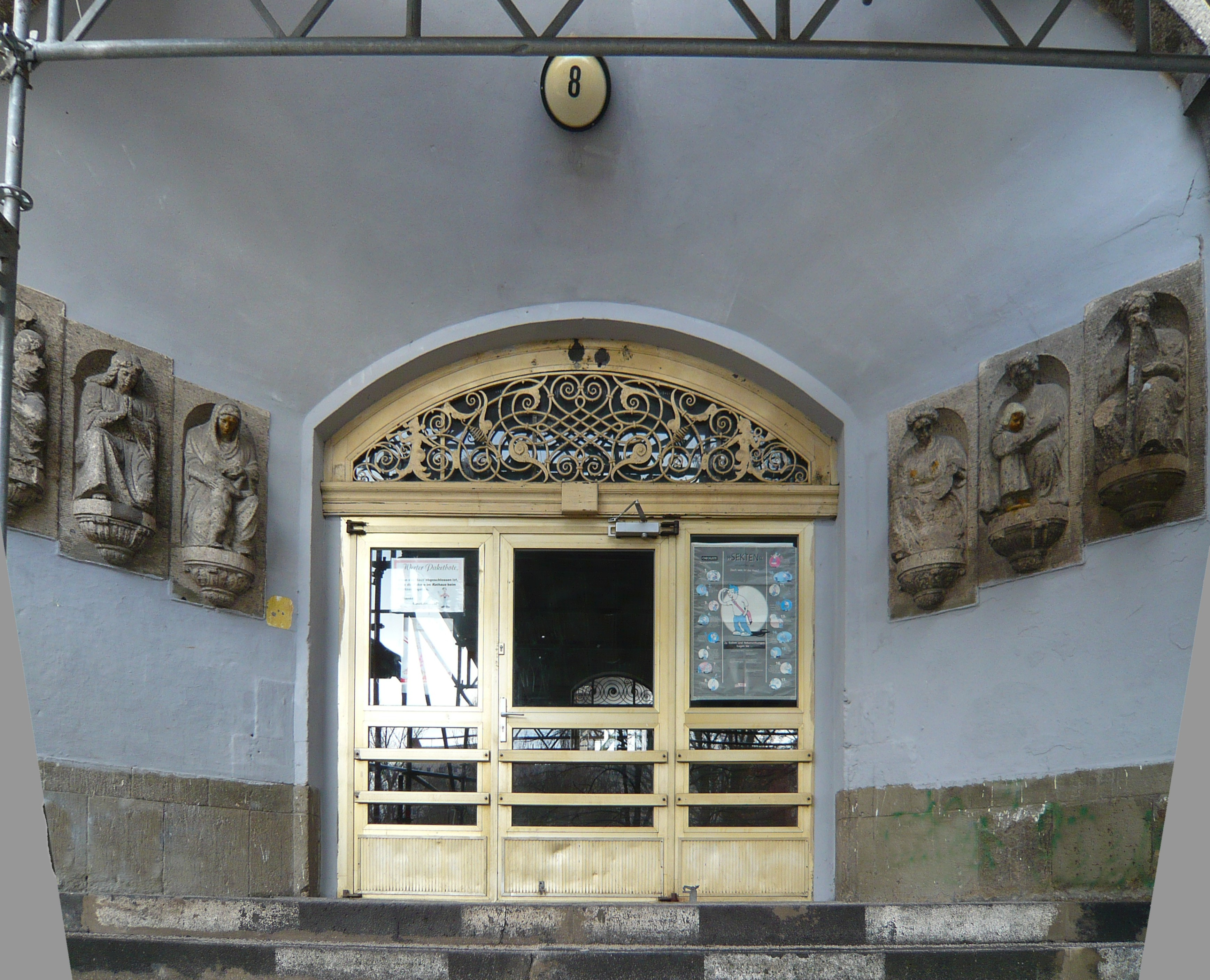
Hauptportal

Im Jahr 1972 zerstörte ein Brand Teile des Turmes und des Daches, die nicht wieder nach den Originalplänen rekonstruiert wurden. Seit den 1980er Jahren steht das Schulgebäude unter Denkmalschutz.
Nach der Deutschen Wiedervereinigung verlor die Oberschule Hans Zoschkes Namen und diente ab 1991 als Haupt- und Realschule.

## Seit 1999: Schule am Rathaus
Am 27. Oktober 1999 erhielt sie in einer Feierstunde den neuen Namen Schule am Rathaus, an dessen Findung die Schüler beteiligt waren. Seit der letzten Schulreform in Berlin im 21. Jahrhundert ist es eine Integrierte Sekundarschule. Der Unterricht findet in folgenden Fachbereichen statt: Deutsch, Mathematik, Biologie, Chemie, Physik, Fremdsprachen, Erdkunde, Ethik, Geschichte/Sozialkunde, Arbeitslehre/Wirtschaft-Arbeit-Technik, Musik, Bildende Kunst und Sport. Freizeitangebote in verschiedenen Arbeitsgemeinschaften und die Teilnahme an Wettbewerben mit anderen Berliner Schulen bereichern das Schülerleben. Schließlich unterstützen die Mitglieder des Fördervereins der Schule am Rathaus, vor allem Eltern und Lehrer der Schule, die zahlreichen Aktivitäten sowohl finanziell als auch durch ehrenamtliches Engagement.
Aus Anlass des hundertjährigen Bestehens der Schule veranlasste das Bezirksamt Lichtenberg aus dem Konjunkturpaket II 2010/2011 eine teilweise Sanierung und denkmalgerechte Instandsetzung des Daches und des äußeren Treppenturms, der in seinen Originalzustand zurückversetzt wurde.

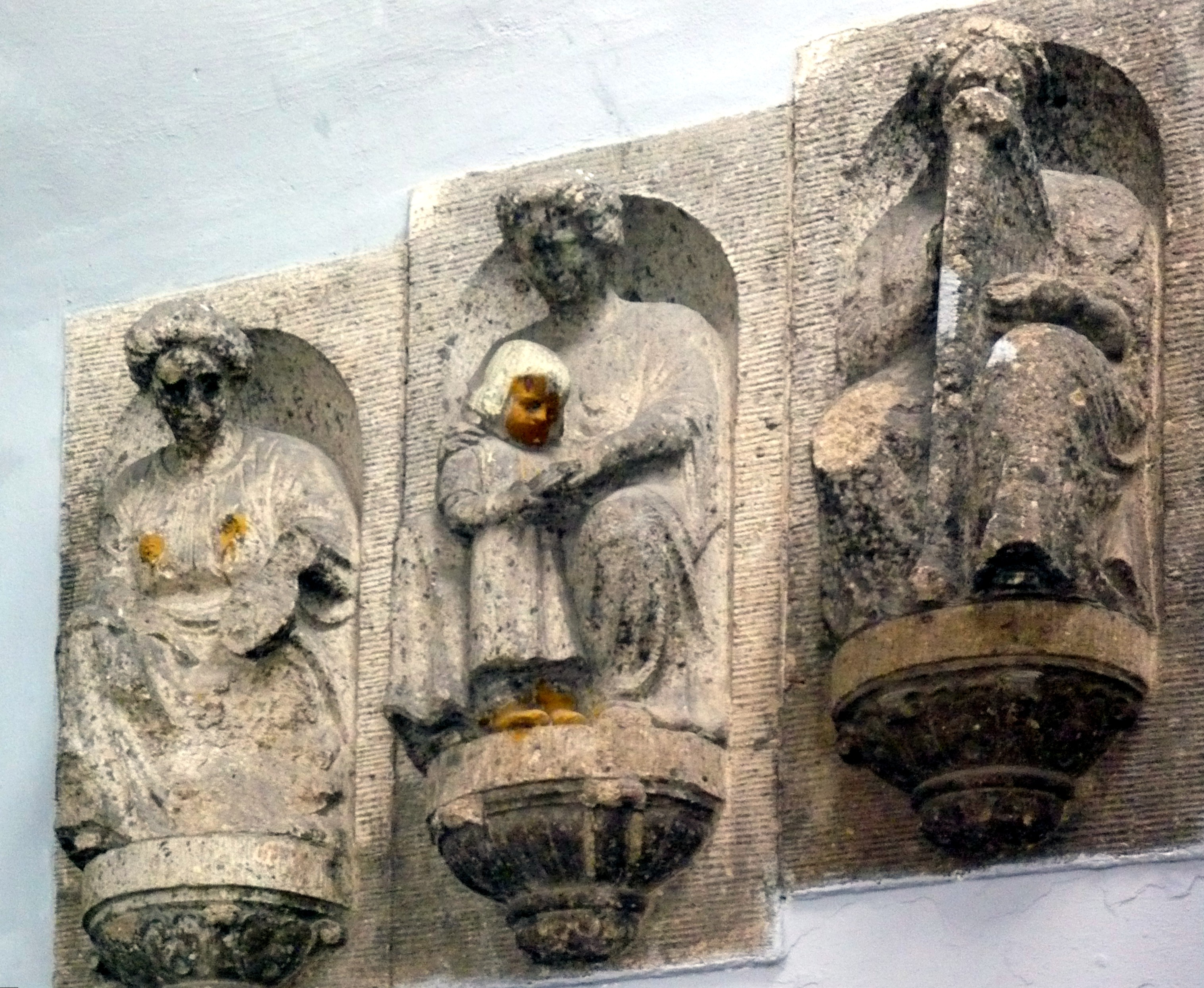
Drei Frauenfiguren an der Ostseite des Eingangsportals

## Baubeschreibung
Wilhelm Grieme lehnte sich in seinem Entwurf an die in damaliger Zeit beliebte Stilrichtung der Neorenaissance an. Nach seinem Plan entstanden ab 1908 zwischen Rathausstraße und Rudolf-Reusch-Straße in unmittelbarer Nachbarschaft zum Rathaus Lichtenberg das eigentliche Schulgebäude, ein angegliedertes Rektoren-/Lehrerwohnhaus sowie ein Baukörper mit Turnhalle und Aula. Der mehrfach abgewinkelte Grundriss des Grundstücks auf leichter Hanglage wurde mit dem lebhaft gruppierten dreigeschossigen verputzten Ziegelbauwerk optimal ausgenutzt. Die Hauptfassade ist die südliche Gebäudefront, die mit auffälligem Dekor und baulichen Besonderheiten gestaltet wurde. Von der Straße kommend beherrscht der Treppenturm mit einem achteckigen Grundriss (8,5 × 8,5 m) und seinen vier Etagen sowie einer Turmstube den Gebäudekomplex. Er trug bis zum oben genannten Brand eine Schweifhaube. Der über eine Freitreppe angeschlossene Haupteingang wurde aufwendig und mit Ornamenten gestaltet. Ein dreiteiliger Schmuckgiebel erhebt sich in ganzer Portalbreite darüber und eine Uhr mit vergoldeten römischen Ziffern und Zeigern schmückt ihn in der Mitte, unter der eine als Relief ausgebildete Sonnenuhr nur die „sonnigen Stunden“ anzeigt. Beiderseits des Portals sind in Augenhöhe je drei Skulpturen angebracht, die junge Frauen mit zeittypischen Arbeiten wie Kindererziehung, Handarbeiten oder Harfespiel zeigen.

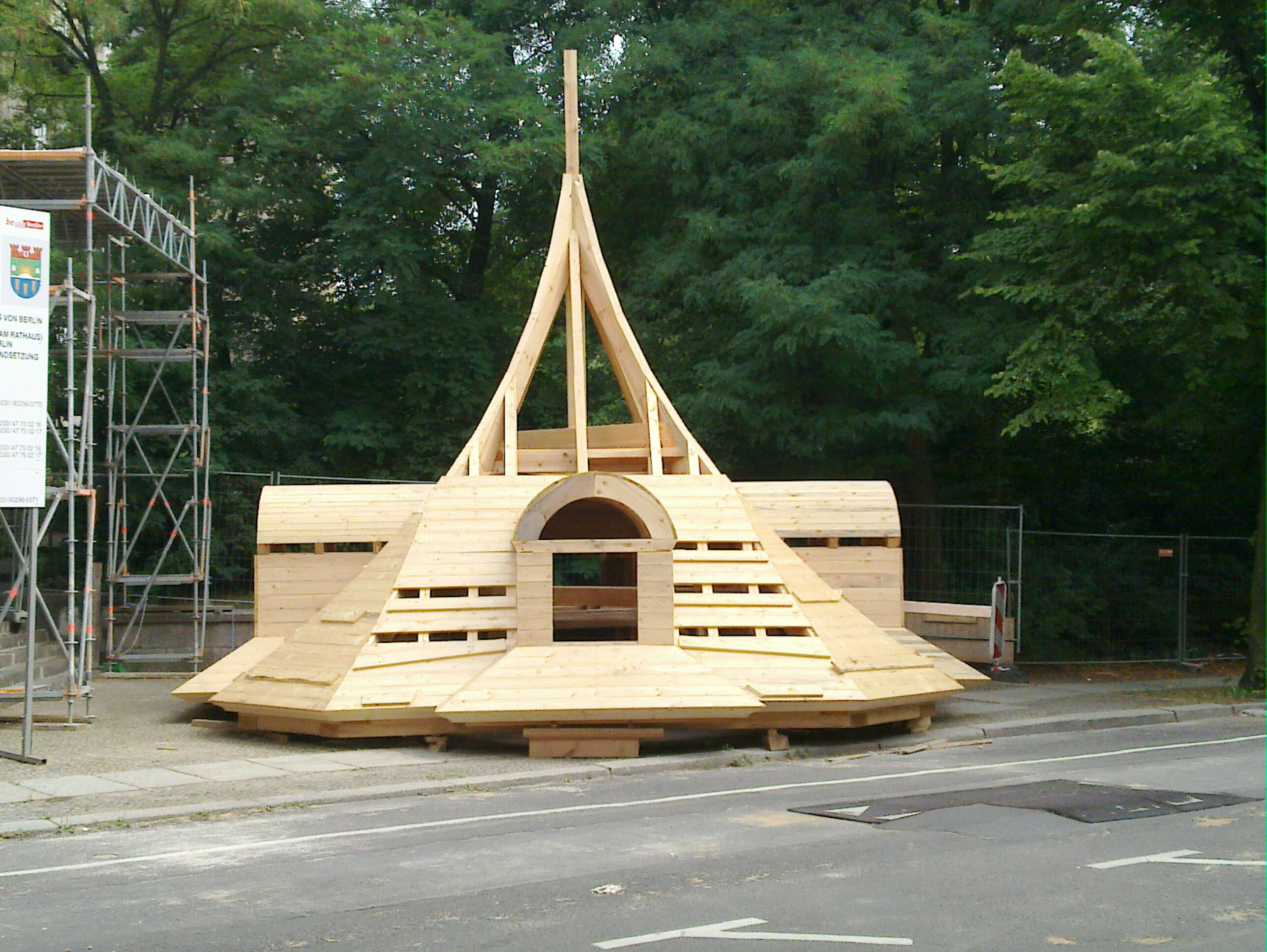
Der neue hölzerne Dachstuhl für die Turmspitze, am 8. August 2010 auf der Rathausstraße fertig montiert.

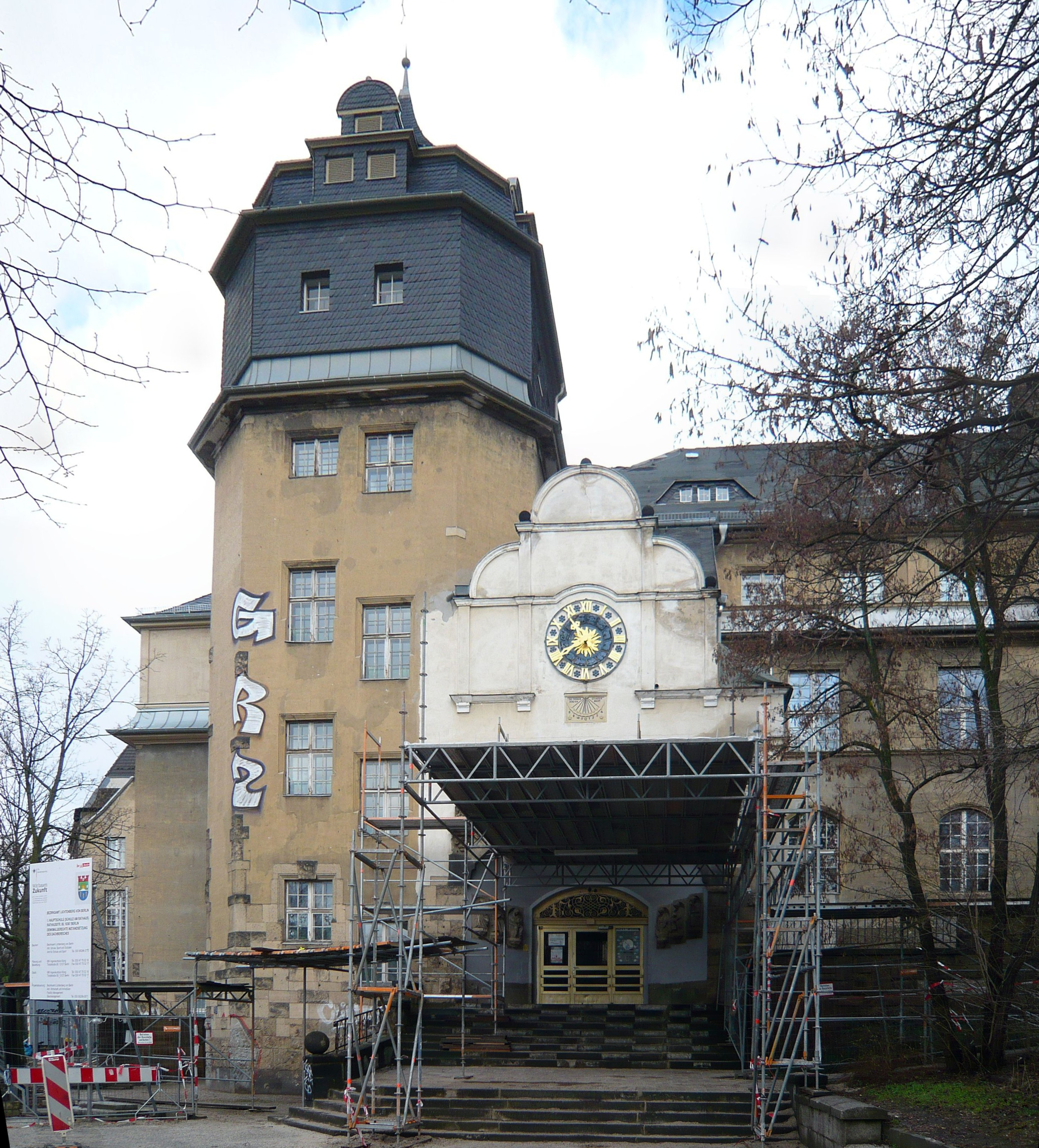
Treppenturm an der Südostecke des Schulgebäudes mit erneuerter Schweifhaube

Das Foyer wird von einem Kreuzrippengewölbe gebildet, das sich auf mehrere mit Stuck geschmückte Säulen abstützt.
Die Südseite des Turnhallen-/Aula-Gebäudes besaß bis zur Zerstörung im Krieg einen Staffelgiebel in ganzer Baubreite, der ohne Zierrat erneuert wurde.
Die Restaurierungsarbeiten ab 2009 führten zu einem Nachbau des historischen Turmes nach Fotos, da keine Originalunterlagen erhalten sind. Die 12 Meter hohe hölzerne Konstruktion wiegt 22 Tonnen, wurde von einer Leipziger Zimmermannsfirma vor Ort, in der Rathausstraße, montiert und am 10. August 2010 mit einem Spezialkran aufgerichtet. Anschließend erhielt das gesamte Dach eine neue Schiefereindeckung.
Der sandsteinerne Figurenschmuck am Portal wurde grob gesäubert, die Fassade am trichterförmigen breiten Eingangsportal und der darüber befindliche Giebel erhielten frische Farben. Weitere notwendige Sanierungsarbeiten wie eine komplette Erneuerung des Putzes oder der Austausch der eloxierten Metalltüren können durch fehlende Finanzierung vorerst nicht ausgeführt werden.